# Wielki Wełcz
Wielki Wełcz (niem. Gross Wolz) – wieś w Polsce położona w województwie kujawsko-pomorskim, w powiecie grudziądzkim, w gminie Grudziądz.

## Podział administracyjny

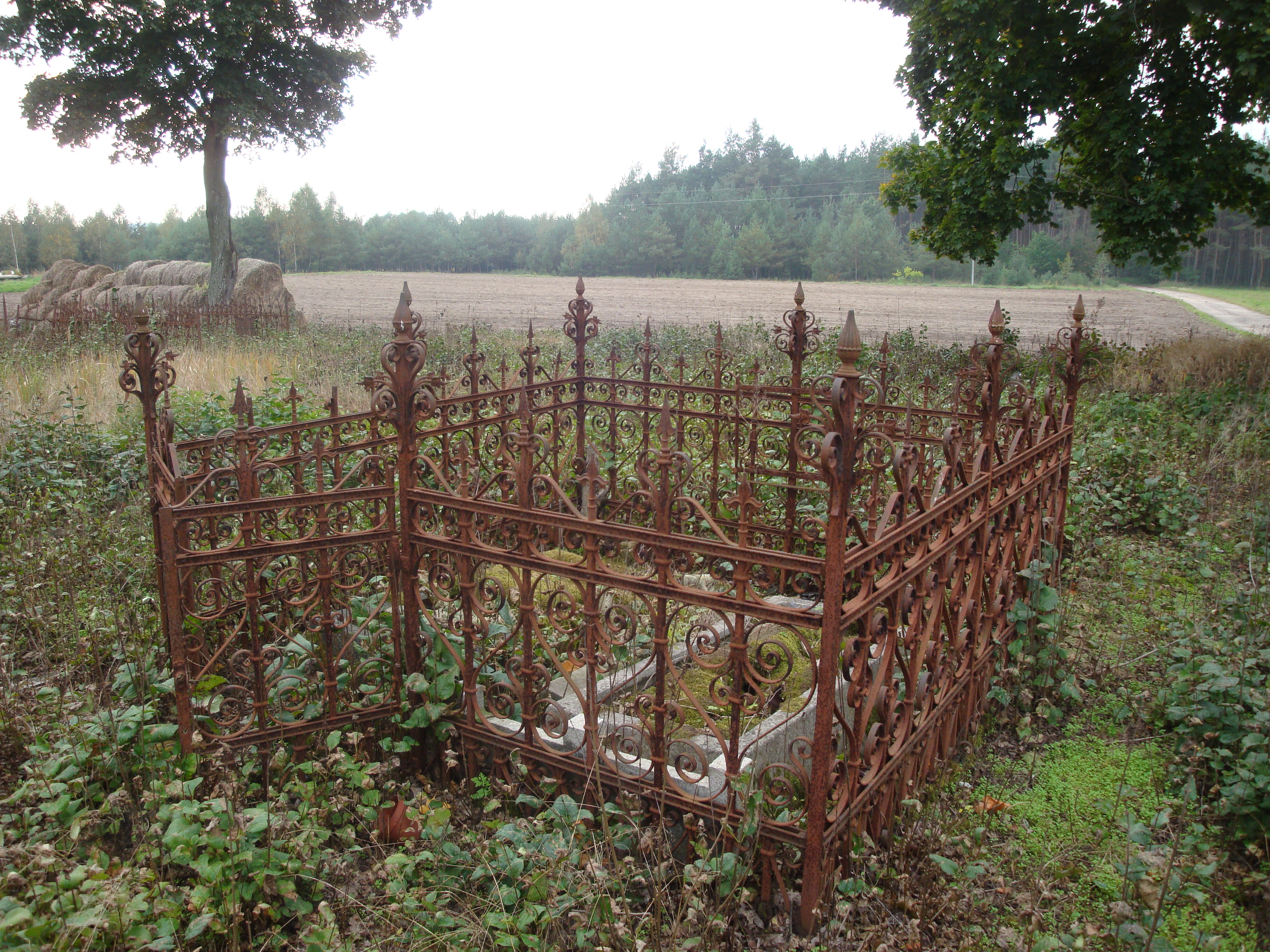
Cmentarz mennonicki w Wielkim Wełczu

W latach 1975–1998 miejscowość administracyjnie należała do województwa toruńskiego.

## Demografia
Według Narodowego Spisu Powszechnego (III 2011 r.) wieś liczyła 363 mieszkańców. Jest trzynastą co do wielkości miejscowością gminy Grudziądz.

## Historia
Z roku 1294 pochodzi pierwsza notatka o miejscowości jako o wsi krzyżackiej. W roku 1300 wzniesiono w niej świątynię gotycką pw. św. Jana Chrzciciela. Po wojnie trzynastoletniej zaliczała się do dóbr króla polskiego. Po roku 1560 osiedlili się niej mennonici. Śladem po ich obecności jest cmentarz mennonicki.
W okresie międzywojennym w miejscowości stacjonowała placówka Straży Celnej „Wielki Wełcz”, a następnie placówka Straży Granicznej I linii „Wełcz”.

## Komunikacja publiczna
Komunikację do wsi zapewniają linie autobusowe Gminnej Komunikacji Publicznej.

## Krótki opis
Znajduje się tu placówka szkoły podstawowej oraz jednostka OSP.